# NGC 7356
NGC 7356 (другие обозначения — PGC 69530, UGC 12159, MCG 5-53-10, ZWG 495.14, NPM1G +30.0479) — галактика в созвездии Пегас.
Этот объект входит в число перечисленных в оригинальной редакции «Нового общего каталога».